# Antoine du Prat
Antoine du Prat (ur. 17 stycznia 1463 w Issoire, zm. 9 lipca 1535 w Nantouillet) – francuski kardynał.

## Życiorys
Urodził się 17 stycznia 1463 roku w Issoire, jako syn Antoine’a du Prata seniora i Jaqueline Bohier. W 1493 roku ożenił się z Françoise Veiny D’Abrouze i miał z nią córkę i dwóch synów (jeden z nich, Guillaume, został później biskupem Clermont). W 1495 roku został prokuratorem generalnym parlamentu Tuluzy, a dziewięć lat później Ludwik XII mianował go maître des requêtes na swoim dworze. Następnie pełnił urzędu przewodniczącego parlamentu paryskiego, kanclerza Francji i szambelana królewskiego. Towarzyszył Franciszkowi I w jego wyprawie do Italii, gdzie odniósł zwycięstwo pod Marignano. W 1516 roku, w imieniu Franciszka I negocjował z Leonem X konkordat, w którym zawarł klauzulę przyznającą królowi prawo do mianowania członków kościelnej hierarchii. Po spotkaniu na Polu Złotogłowia, du Prat miał negocjować z Thomasem Wolseyem, by zarządzić mediację między Henrykiem VIII a Franciszkiem I, jednak nie doszło to do skutku. Po śmierci żony du Prat postanowił obrać karierę kościelną i w 1517 roku przyjął święcenia kapłańskie. 20 marca 1525 roku został wybrany arcybiskupem Sens. 21 listopada 1527 roku został kreowany kardynałem prezbiterem i otrzymał kościół tytularny Sant’Anastasia. Od 1528 roku pełnił także funkcję administratora apostolskiego Albi, a od 1534 – Meaux. W 1529 roku przebywał w Cambrai, gdzie podpisano pokój pomiędzy Ludwiką Sabaudzką a Małgorzatą z Nawarry. Publicznie sprzeciwiał się papieżowi, który odmówił unieważnienia małżeństwa Henryka VIII z Katarzyną Aragońską, uznając że odmowa może być zbyt ryzykowna. Mimo tego, nie zgadzał się z królem w jego decyzji ponownego małżeństwa bez uznania nieważności poprzedniego związku przez Stolicę Piotrową. Stanowczo sprzeciwiał się także rozszerzaniu protestantyzmu, uznając stosowanie tortur i kar śmierci. Zmarł 9 lipca 1535 roku w Nantouillet.